# Hydroglyphus annamita
Hydroglyphus annamita is een keversoort uit de familie waterroofkevers (Dytiscidae). De wetenschappelijke naam van de soort is voor het eerst geldig gepubliceerd in 1889 door Régimbart.